# Příběh Nastagia degli Onesti

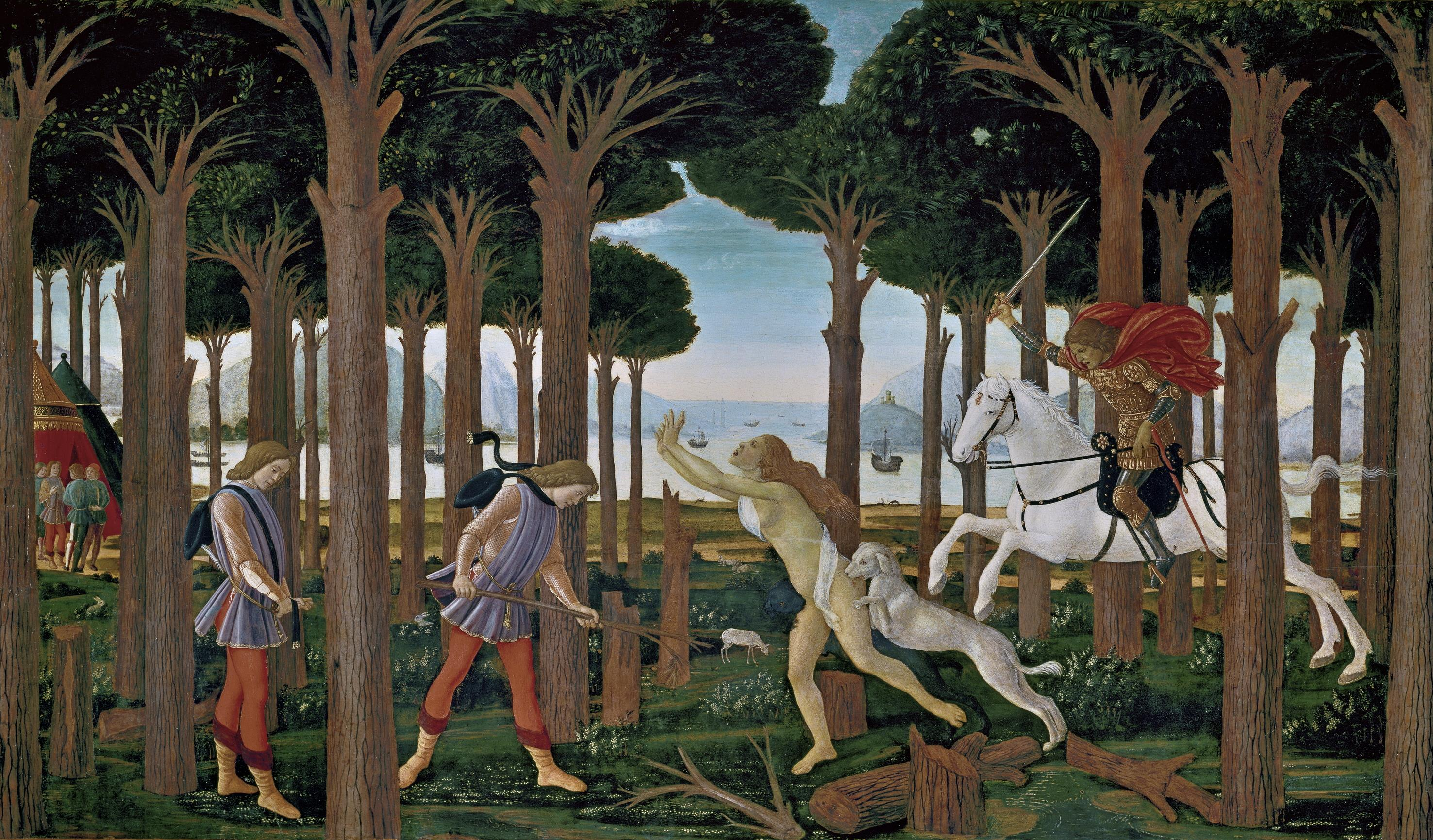
Příběh Nastagia degli Onesti (první epizoda), 1483, tempera na dřevě, 83 x 138 cm, Museo del Prado, Madrid

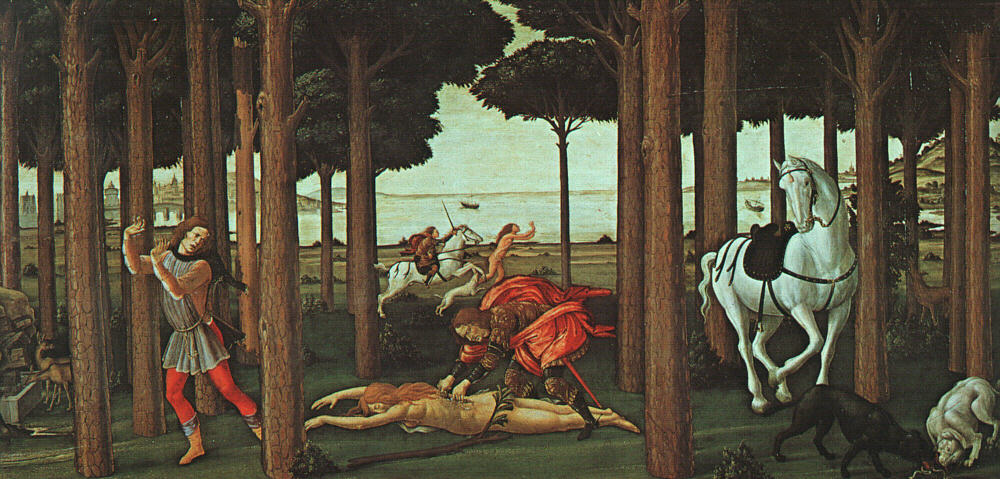
Příběh Nastagia degli Onesti (druhá epizoda), 1483, tempera na dřevě, 82 x 138 cm, Museo del Prado, Madrid

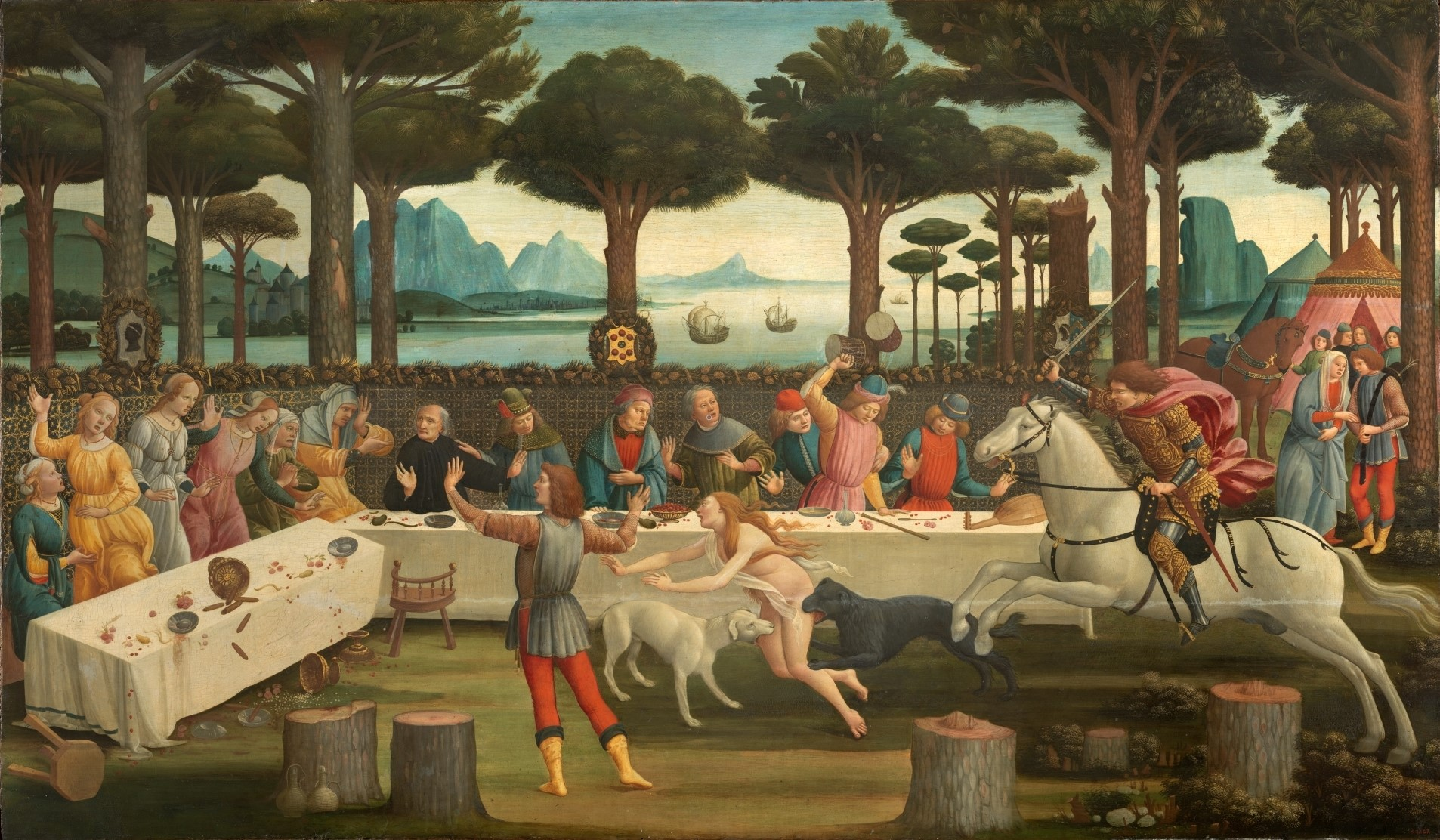
Příběh Nastagia degli Onesti (třetí epizoda), 1483, tempera na dřevě, 83 x 142 cm, Museo del Prado, Madrid

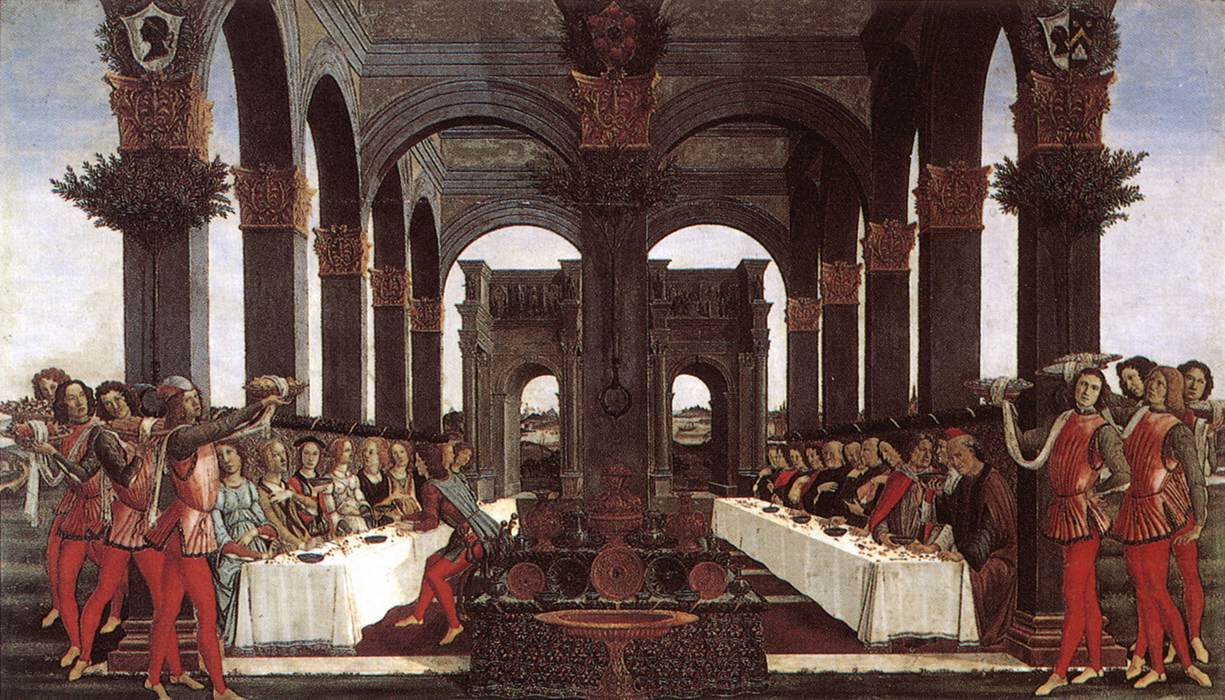
Příběh Nastagia degli Onesti (čtvrtá epizoda), 1483, tempera na dřevě, 83 x 142 cm, Palazzo Pucci, Florencie

Příběh Nastagia degli Onesti je společný název čtyř obrazů italského renesančního malíře Sandra Botticelliho, namalovaných v roce 1483.
Jde o obrazy vyprávějící příběh dvorské lásky podle námětu díla renesančního spisovatele Giovanniho Boccaccia Dekameron.
Hlavním hrdinou příběhu je rytíř Nastagio degli Onesti z Ravenny zklamaný ze ztracené lásky své milé. Aby utišil bolest, hledá samotu v piniovém lese. Zde vidí utíkající mladou ženu pronásledovanou rytířem na koni a jeho psem. Pes už mladou ženu dostihl a zakousl se do ní.
Na druhém obraze příběh pokračuje zabitím bezmocné ženy a vytržením srdce z jejího těla. Pak rytíř její srdce předhodí svému psu (na obraze vpravo). Kupodivu, žena nezraněna vstává a strašný koloběh událostí pokračuje.
Na třetím obraze Nastagio pozve svou milou, která ho opustila, na hostinu uprostřed lesa. Během hodování náhle přibíhá mladá žena pronásledována rytířem. Překvapeným účastníkům hostiny Nastagio vysvětluje příběh s mladou ženou. Jeho milá, poznávajíc na příběhu neznámé ženy peklo, kterým musela projít, si uvědomí vlastní chování, vrátí se k Nastagiovi a souhlasí se sňatkem. Svatba, zachycená jako čtvrtá epizoda, se odehrává pod vítězným obloukem symbolizujícím vítězství lásky.
Obrazy vznikly na objednávku florentského obchodníka Antonia Pucciho při příležitosti svatby jeho syna Gianozza. Pucciovci, spříznění s vládnoucími Medicejskými, patřili k významným Florentským rodům. Obrazy původně visely v jedné z místností rodového paláce a plnily funkce nástěnné dekorace. Botticelli při malování kolekce přibral ke spolupráci dva umělce své dílny - Bartolomea di Giovanni a Jacopa del Sellaio.
V epizodách zachycených na třetím a čtvrtém obraze splývá fikce a realita. Kromě vymyšleného příběhu zde nacházíme prvky skutečného světa - erby Pucciovců a Medicejských, jakož i portréty několika příslušníků obou rodů.
Dnes je kolekce obrazů umístěna ve výstavních expozicích Madridského Prada (první tři obrazy); čtvrtý je v soukromé sbírce.